# Noble M600
Noble M600 — британський суперкар, випускається автовиробником Noble Automotive з 2010 року. Є нащадком Noble M15. Вперше був представлений 19 вересня 2009 року на фестивалі швидкості в Гудвуді (Західний Суссекс).

## Специфікації

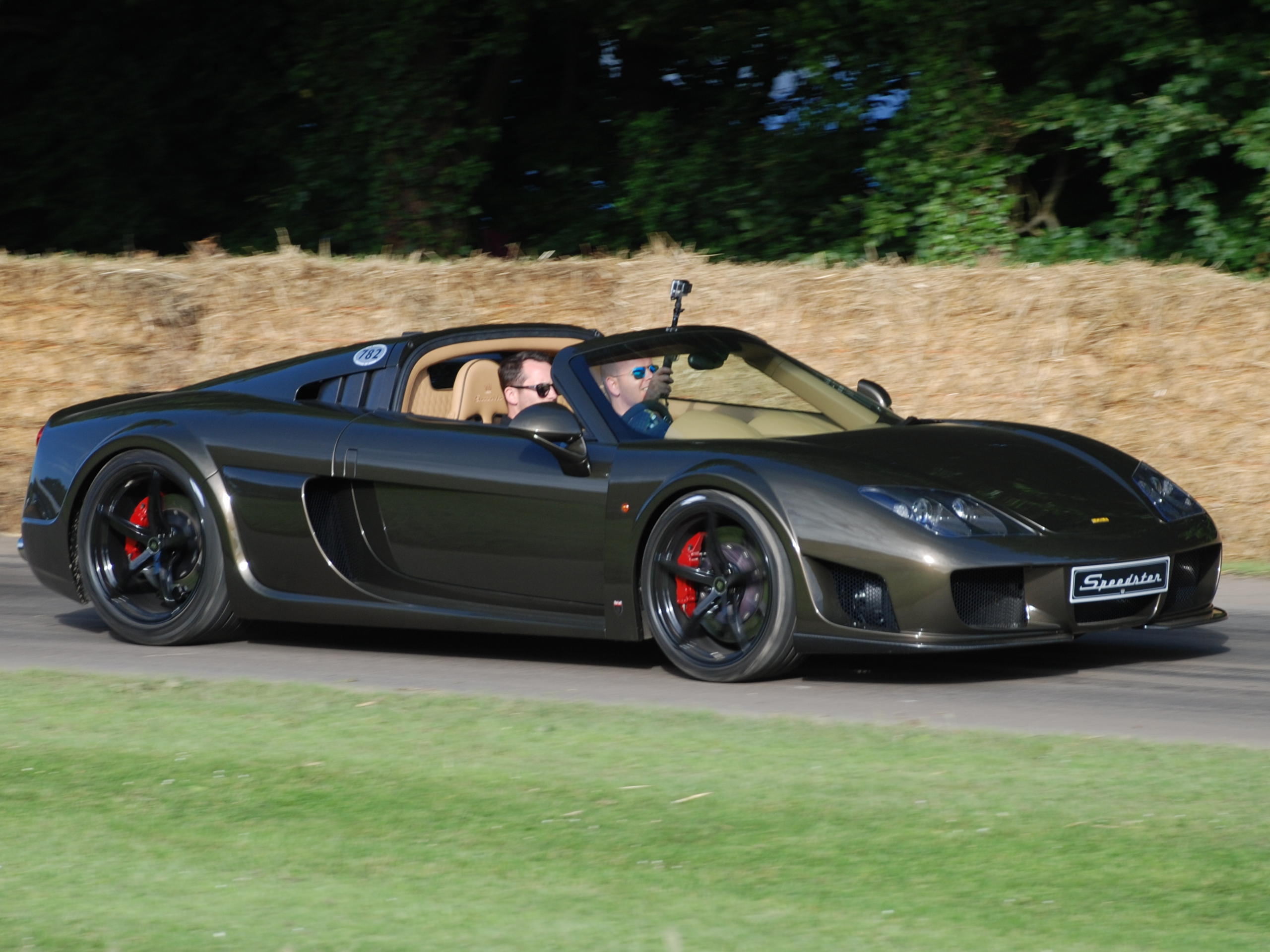
M600 Speedster

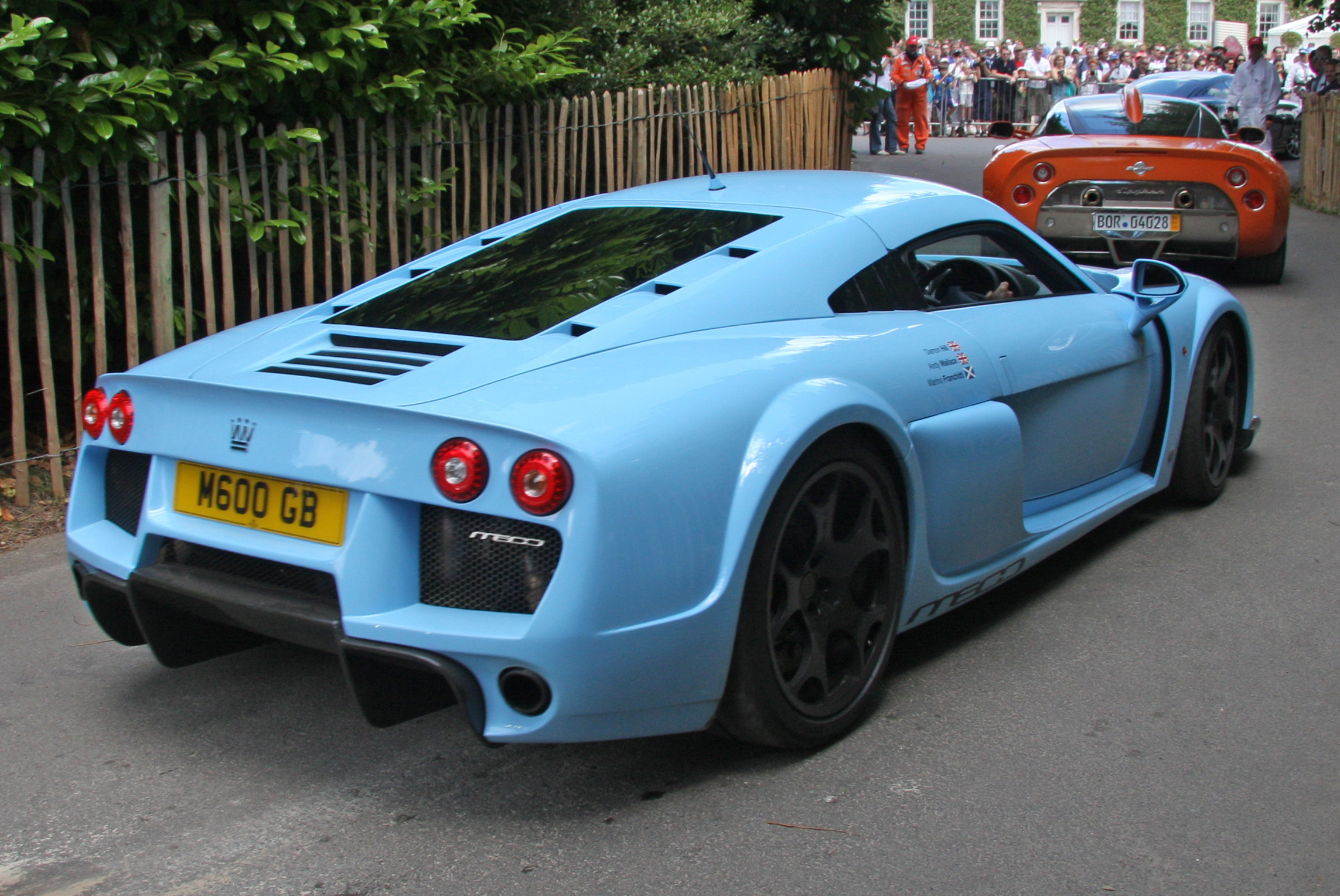

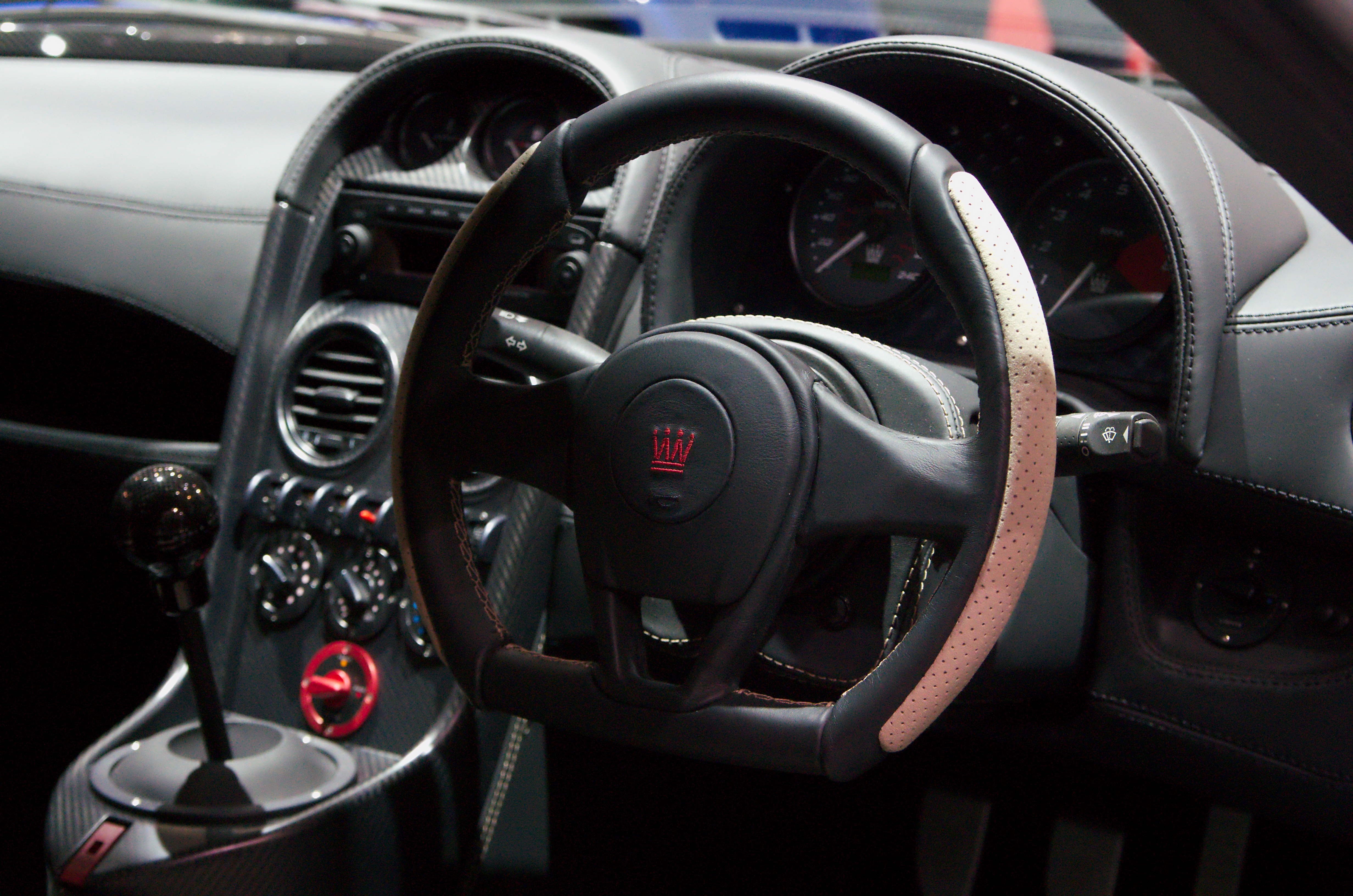

### Двигун і трансмісія
На M600 використовується 4,4-літровий восьмициліндровий V-подібний двигун Volvo B8444S V8, циліндри котрого розташовані під кутом 60 градусів один до одного. Розробник двигуна - компанія Yamaha Motor Company, проте на сам автомобіль ставиться версія від Volvo XC90, що обладнана при цьому бітурбонадувом від Garrett. Покупцям пропонується на вибір 3 версії автомобіля з різними налаштуваннями двигуна: дорожня, трекова і гоночна, а також різноманітні зміни в інтер’єрі. На M600 встанавлюється 6-ступінчата механічна коробка передач від Graziano.

### Характеристики
Максимальна швидкість M600 становить 362 км/год, завдяки чому він входить до десятки найшвидших дорожніх автомобілів, що зараз виробляються. До «сотні» він розганяється за 3,1 секунди, до сотні миль (161 км/год) — за 6,5 секунд, а до 120 миль за годину (192 км/год) — за 8,9 секунди. Чверть милі він проходить за 11 секунд, милю — за 19,9 секунди. Співвідношення потужності до ваги становить 520 брутто-к.с. на тону.

### Ціни
У Великій Британії автомобіль можна придбати за 200 000 £ або 330 000 $ США.

## Критика і сприйняття
Автомобіль не обладнаний ABS, тому його колеса легко заблокувати при надмірному натисканні на педаль гальма. Крім того, за словами автомобільного журналіста Джона Баркера, дзеркала заднього виду мають поганий огляд. За його словами дзеркало водія заважає дивитися в праві повороти (проводився тест-драйв правокерованої версії автомобіля). Також автомобіль непросто отримати, оскільки щороку їх виробляється тільки 50 штук.
Двічі автомобіль показувався на автомобільному телешоу Top Gear: першого разу проводився тест-драйв автомобіля Джеремі Кларксоном, котрий високо оцінив автомобіль, пізніше їхній пілот-випробовувач Стіг проїхався на M600 на треці Top Gear, в результаті чого автомобіль виявився швидшим за Pagani Zonda F Roadster і Bugatti Veyron 16.4 з результатом 1:17,7 в холодну погоду. Через кілька місяців Річард Хаммонд на лівокермовій версії автомобіля, разом із Джеремі на Lamborghini Aventador і Джеймсом Меєм на McLaren MP4-12C вирушили до Італії, проте під час поїздки у M600 зламалась коробка передач і автомобіль прийшлося замінити. Крім того, автомобіль показувався на американській версії Top Gear, де його також відзначили похвалою. Його намагалися розігнати до максимальної швидкості, проте на швидкості 346 км/год його довелося зупинити, оскільки він вийшов за межі посадкової смуги; крім того, водій автомобіля Таннер Фауст відчував тяжкі вібрації під час цієї поїздки.